# Kanton Ballan-Miré
Ballan-Miré is een kanton van het Franse departement Indre-et-Loire. Het kanton maakt deel uit van het arrondissement Tours.

## Gemeenten
Het kanton Ballan-Miré omvat de volgende gemeenten:
- Ballan-Miré (hoofdplaats)
- Berthenay
- Druye
- La Riche
- Saint-Genouph
- Savonnières
- Villandry

Bij de herindeling van de kantons in 2014-2015 werd dit kanton niet gewijzigd.